# Васил Левський (Тирговиштська область)
Васи́л Ле́вський (болг. Васил Левски) — село в Тирговиштській області Болгарії. Входить до складу общини Тирговиште.

## Населення
За даними перепису населення 2011 року у селі проживали 355 осіб.
Національний склад населення села:
| Національність   | Кількість осіб | Відсоток |
| ---------------- | -------------- | -------- |
| болгари          | 267            | 75,4%    |
| турки            | 47             | 13,3%    |
| цигани           | 37             | 10,5%    |
| Всього відповіли | 354            |          |

Розподіл населення за віком у 2011 році:
Динаміка населення: